# Balaruc-le-Vieux
Balaruc-le-Vieux – miejscowość i gmina we Francji, w regionie Oksytania, w departamencie Hérault.
Według danych na rok 1990 gminę zamieszkiwało 1065 osób, a gęstość zaludnienia wynosiła 180 osób/km² (wśród 1545 gmin Langwedocji-Roussillon Balaruc-le-Vieux plasuje się na 319. miejscu pod względem liczby ludności, natomiast pod względem powierzchni na miejscu 971.).